# Escoles Prat de la Riba
Les Escoles Prat de la Riba és un grup escolar del municipi de Reus (Baix Camp) situat al carrer de Prat de la Riba cantonada amb el Passeig de Sunyer, amb l'edifici protegit com a bé cultural d'interès local.

## Descripció
És un edifici aïllat d'un sol nivell, en una planta de forma de doble T descompensada. Els espais se separen simètricament, responent a l'originària separació per gènere dels alumnes.
El disseny de l'escola respon a la voluntat de l'arquitecte municipal Pere Caselles de seguir les idees que impulsaven la reforma pedagògica del moment: les aules, amb una alçada de sostre considerable, tenen una bona il·luminació natural que entra per amplis finestrals de fusteria metàl·lica que permeten una constant ventilació per la part superior. Els patis són arbrats. Les façanes estan construïdes amb materials de fàcil manteniment, obra vista i pedra. Per a elements determinats, com ara les mènsules que sostenen la cornisa de l'edifici, es va usar el maó aplantillat.
La façana principal dona al carrer de Prat de la Riba, i està presidida per un gran escut d'Espanya sostingut per dos lleons, mostra de què el finançament de l'edifici tingué suport del govern de l'estat. Sobre les dues portes d'accés a l'escola hi ha l'escut de la ciutat. A les testeres dels dos cossos d'aules hi ha les quatre barres onejants de l'escut de la província de Tarragona i la creu de sant Jordi, a més d'escuts de la rosa de Reus repetits a tot l'edifici. A la façana principal i a les quatre façanes curtes dels dos cossos de l'edifici, aprofitant la inclinació de la coberta que és a doble vessant, hi ha uns testers on arcs de càrrega permeten la perforació del mur, per garantir la ventilació de la planta de sota coberta, que actua de cambra d'aire.
La decoració està formada de plafons ceràmics amb dibuixos blaus sobre un fons blanc. Hi ha quatre plafons més grans, que ocupen unes finestres cegues a les façanes curtes de l'ala gran de l'edifici, obra de Francesc Labarta, on s'hi representen episodis del Nou Testament. Els altres plafons repartits per totes les façanes, tenen representacions florals geomètriques de tipus seriat. Les cobertes a dues aigües combinen teules vidriades de color verd i groc, que formen imatges geomètriques. El mur original va ser substituït per l'actual reixa de forja, per donar més visibilitat a l'exterior.
Com en el cas de l'Estació Enològica, és un dels edificis públics més interessants pel que fa al modernisme reusenc.

## Història
El projecte es va redactar el 1908 per aprofitar una convocatòria de subvencions de l'estat. El 1909 es va adjudicar l'obra, però aquesta avançà molt lentament, fins al punt que la Direcció general de Primera Enseñanza dirigí el 1913 una queixa a l'ajuntament de Reus pel retard. L'escola no es va inaugurar fins al juny de 1917.